# Nick Dunning
Nick Dunning es un actor irlandés conocido por haber interpretado a Thomas Boleyn en la serie The Tudors.

## Biografía
Es hijo de Roy y Jean Dunning, tiene una hermana llamada Cathy.
En 1992 se casó con Lise-Anne McLaughlin, la pareja tiene dos hijas Kitty y Phoebe Dunning.

## Carrera
En 1988 apareció como invitado en la serie policíaca The Bill donde dio vida a Balderstone durante el episodio "The Assassins".
En 1994 se unió al elenco recurrente de la serie británica Medics donde interpretó a Derek Foster, el gerente de recursos hasta 1995.
En 1997 interpretó a Brian Harper en la serie médica Casualty.
En 1998 dio vida al señor Gillatt en la serie británica Coronation Street.
En 1999 apareció como invitado en un episodio de la serie médica Holby City donde interpretó a Mark Simpson.
En el 2004 apareció en la película Alexander donde interpretó a Attalus, un importante cortesano.
En el 2007 se unió al elenco de la primera temporada de la serie The Tudors donde interpretó al ambicioso y despiadado Sir Thomas Boleyn el padre de la reina Anne Boleyn, George Boleyn y Mary Boleyn hasta la segunda temporada después de que su personaje fuera arrestado.
En el 2011 apareció en la película The Iron Lady donde interpretó a Jim Prior, un político británico. La película es protagonizada por la actriz Meryl Streep.
En el 2012 interpretó al predicador Dyke Garrett en la miniserie Hatfields & McCoys. Ese mismo año apareció como invitado en la segunda temporada de la serie Vexed donde interpretó al retirado oficial de la policía Peter Dixon, el padre de la detective Georgina Dixon (Miranda Raison).
En el 2013 se unió al elenco recurrente de la serie Da Vinci's Demons donde interpreta a Lupo Mercuri, un aliado de los hasta ahora.

## Filmografía

### Series de televisión
| Año         | Título                         | Personaje            | Notas                              |
| ----------- | ------------------------------ | -------------------- | ---------------------------------- |
| 2015        | The Frankenstein Chronicles    | Juez                 | episodio "Lost and Found"          |
| 2013 - 2015 | Da Vinci's Demons              | Lupo Mercuri         | 11 episodios                       |
| 2014        | Quirke                         | Malachy Griffin      | 3 episodios - miniserie            |
| 2012        | Leaving                        | Jim                  | 3 episodios                        |
| 2012        | Vexed                          | Peter Dixon          | 3 episodios                        |
| 2012        | Hatfields & McCoys             | Dyke Garrett         | 3 episodios                        |
| 2011        | Injustice                      | Jeremy Forbes-Watson | 3 episodios - miniserie            |
| 2010        | Foyle's War                    | Harry Delmont        | episodio "Killing Time"            |
| 2008        | Whistleblower                  | Crozier              | episodio # 1.1                     |
| 2007 - 2008 | The Tudors                     | Sir Thomas Boleyn    | 20 episodios                       |
| 2007        | Waking the Dead                | Declan Keane         | 2 episodios                        |
| 2005        | The Inspector Lynley Mysteries | Lawrence Chilcott    | episodio "In the Guise of Death"   |
| 2002        | Ultimate Force                 | Smith                | episodio "Breakout"                |
| 2001        | Kavanagh QC                    | Simon Bayliss        | episodio "The End of Law"          |
| 1999        | Dangerfield                    | Det. David Moore     | episodio "The End of the Affair"   |
| 1999        | The Ambassador                 | Carson               | episodio "Cost Price "             |
| 1999        | Holby City                     | Mark Simpson         | 2 episodios                        |
| 1999        | Midsomer Murders               | Ian Eastman          | episodio "Death's Shadow"          |
| 1998        | Vanity Fair                    | Wenham               | 2 episodios -miniserie             |
| 1998        | Coronation Street              | Mr. Gillatt          | episodio # 1.4376                  |
| 1997        | Casualty                       | Brian Harper         | episodio "Facing Up"               |
| 1996        | Wycliffe                       | Jack Carlyon         | episodio "Dead on Arrival"         |
| 1994 - 1995 | Medics                         | Derek Foster         | 13 episodios                       |
| 1995        | Boon                           | Bruce Aurit          | episodio "Thieves Like Us"         |
| 1994        | Drop the Dead Donkey           | Sam                  | episodio "Sally in TV Times"       |
| 1993        | Between the Lines              | Simon Bridge         | episodio "Big Boys' Rules: Part 1" |
| 1993        | Minder                         | Keef                 | episodio "Uneasy Rider"            |
| 1991        | Screen One                     | David Freeman        | episodio "Alive and Kicking"       |
| 1991        | Screenplay                     | -                    | episodio "Events at Drimaghleen"   |
| 1990        | El C.I.D.                      | Negociante           | episodio "A Proper Copper"         |
| 1989        | Saracen                        | Adam Sinclair        | episodio "Proof of Death"          |
| 1988        | The Bill                       | Balderstone          | episodio "The Assassins"           |
| 1982        | The Young Ones                 | Reportero            | episodio "Boring"                  |
| 1982        | Strangers                      | 2nd PC               | episodio "The Lost Chord"          |

### Películas
| Año  | Título                               | Personaje            | Notas                                                                                   |
| ---- | ------------------------------------ | -------------------- | --------------------------------------------------------------------------------------- |
| 2012 | Flat Lake                            | Lord Charles         | junto a Stephen Hogan, Kim McCafferty, Anne Lambton, Jimmy Yuill y Connor Kelly         |
| 2011 | The Iron Lady                        | Jim Prior            | junto a Meryl Streep, Jim Broadbent y Harry Lloyd                                       |
| 2009 | Triage                               | Dr. Hersbach         | junto a Colin Farrell, Jamie Sives, Paz Vega, Kelly Reilly y Branko Djuric              |
| 2008 | Fifty Dead Men Walking               | Doctor               | junto a Ben Kingsley, Jim Sturgess, Kevin Zegers, Natalie Press y Rose McGowan          |
| 2008 | Hughie Green, Most Sincerely         | Vic Hallums          | junto a Trevor Eve, Victoria Pugh, Mared Swain y Emma Stansfield                        |
| 2007 | My Boy Jack                          | Coronel Ferguson     | junto a David Haig, Daniel Radcliffe, Kim Cattrall y Carey Mulligan                     |
| 2005 | Malice Aforethought                  | Mr. Dent             | junto a Barbara Flynn, Ben Miller, Megan Dodds, Peter Vaughan y Lucy Brown              |
| 2004 | Alexander                            | Attalus              | junto a Colin Farrell, Val Kilmer y Anthony Hopkins                                     |
| 2004 | The Account                          | Jeffrey              | corto - junto a Jane Brennan, David Pearse y Owen Roe                                   |
| 2003 | The Return                           | Tony Hunt            | junto a Julie Walters, Neil Dudgeon, Ger Ryan y Glen Barry                              |
| 2003 | Benedict Arnold: A Question of Honor | Sir Henry Clinton    | junto a Aidan Quinn, Kelsey Grammer, Flora Montgomery y John Light                      |
| 2002 | In America                           | Ginecólogo           | junto a Paddy Considine, Samantha Morton, Sarah Bolger y Djimon Hounsou                 |
| 1998 | Heaven on Earth                      | Tim Doyle            | junto a Neil Pearson, Isla Blair y Barney Craig                                         |
| 1997 | Into the Blue                        | Jack Cornelius       | junto a John Thaw, Tom Towndrow, Vida Garman y Abigail Cruttenden                       |
| 1994 | Super Grass                          | Padre                | carta - junto a Charlie Creed-Miles, Tim Barlow y Sharon Duce                           |
| 1993 | Resnick: Rough Treatment             | Tony Byard           | junto a Paul Bazely, Jim Carter, Sean Connolly y Neil Dudgeon                           |
| 1991 | London Kills Me                      | Faulkner             | junto a Justin Chadwick, Steven Mackintosh, Fiona Shaw, Alun Armstrong y Naveen Andrews |
| 1987 | Way Upstream                         | Alistair             | junto a Lizzy McInnerny y Stuart Wilson                                                 |
| 1985 | Lamb                                 | Espectador de Fútbol | junto a Liam Neeson, Hugh O'Conor, Frances Tomelty, Ian Bannen e Ian McElhinney         |

### Apariciones
| Año  | Título                                                   | Personaje   |
| ---- | -------------------------------------------------------- | ----------- |
| 2010 | The Stars of the Street: 50 Years, 50 Classic Characters | Mr. Gillatt |

### Teatro
| Año  | Obra                        | Personaje | Director (a)  | Teatro         | Notas                                                                                    |
| ---- | --------------------------- | --------- | ------------- | -------------- | ---------------------------------------------------------------------------------------- |
| 2008 | No Man's Land               | Briggs    | -             | Gate Theatre   | -                                                                                        |
| 2003 | The Misanthrope             | -         | Alan Stanford | Gate Theatre   | junto a Jonathan Byrne, Ingrid Craigie y Elisabeth Dermot-Walsh                          |
| 2001 | The Homecoming              | -         | Robin Lefevre | Comedy Theatre | junto a Ian Holm, Lia Williams, Ian Hart y Jason O'Mara                                  |
| 1988 | Waiting for Godot           | -         | -             | -              | -                                                                                        |
| 1988 | Ting Tang Mine              | -         | -             | -              | -                                                                                        |
| 1988 | The Strangeness of Others   | -         | -             | -              | -                                                                                        |
| 1988 | The Shaughraum              | -         | -             | -              | -                                                                                        |
| 1988 | The Pied Piper              | -         | -             | -              | -                                                                                        |
| 1988 | The Magic Olypmical Games   | -         | -             | -              | -                                                                                        |
| 1988 | The Father                  | -         | -             | -              | -                                                                                        |
| 1988 | The Changeling              | -         | -             | -              | -                                                                                        |
| 1988 | Single Spies                | -         | -             | -              | -                                                                                        |
| 1988 | Russell of the Times        | -         | -             | -              | -                                                                                        |
| 1988 | Roots                       | -         | -             | -              | -                                                                                        |
| 1988 | Mrs Klein                   | -         | -             | -              | -                                                                                        |
| 1988 | Mountain Language           | -         | -             | -              | -                                                                                        |
| 1988 | Love Songs of World War III | -         | -             | -              | -                                                                                        |
| 1988 | Fuente Ovejuna              | -         | -             | -              | -                                                                                        |
| 1988 | Making History              | -         | -             | -              | -                                                                                        |
| 1988 | Fathers and Sons            | -         | -             | -              | -                                                                                        |
| 1988 | Secret Rapture              | -         | -             | -              | -                                                                                        |
| 1988 | Fanshen                     | -         | -             | -              | -                                                                                        |
| 1988 | Entertaining Strangers      | -         | -             | -              | -                                                                                        |
| 1988 | Countrymania                | -         | -             | -              | -                                                                                        |
| 1988 | Cat on a Hot Tin Roof       | -         | -             | -              | -                                                                                        |
| 1988 | Bartholomew Fair            | -         | -             | -              | -                                                                                        |
| 1988 | The Winter's Tale           | -         | -             | -              | -                                                                                        |
| 1988 | Cymbeline                   | -         | -             | -              | -                                                                                        |
| 1988 | The Tempest                 | -         | -             | -              | -                                                                                        |
| 1988 | Antony and Cleopatra        | -         | -             | -              | -                                                                                        |
| 1988 | A Place with the Pigs       | -         | -             | -              | -                                                                                        |
| 1988 | A Small Family Business     | -         | -             | -              | -                                                                                        |
| 1988 | Tis A Pity She's A Whore    | -         | -             | -              | -                                                                                        |
| 1982 | A Handful of Dust           | -         | Mike Alfreds  | Lyric Theatre  | junto a Ann Firbank, Angharad Rees, Sam Dale, Lorna Heilbron, Philip Voss y Holly Wilson |

## Premios y nominaciones
| Año  | Categoría                                     | Premio     | Serie      | Resultado |
| ---- | --------------------------------------------- | ---------- | ---------- | --------- |
| 2008 | Best Actor in a Supporting Role in Television | IFTA Award | The Tudors | Ganó      |